# قضمة الصقيع
قَضْمَةُ الصَّقِيعِ أو  تثليج (بالإنجليزية: Frostbite) هي إصابة جلدية تحدث عند التعرض لدرجات حرارة منخفضة للغاية، مسببةً تجمد الجلد أو الأنسجة الأخرى، وعادةً ما تؤثر على أصابع اليدين والقدمين والأنف والأذنين والخدين ومناطق الذقن. غالبًا ما تحدث قضمة الصقيع في اليدين والقدمين. العَرَض الأوَّلي هو الخَدَر عادةً. وقد يعقب ذلك خرق في الجلد لونه أبيض أو مزرق. قد يحدث تورم أو تقرحات بعد العلاج. قد تشمل المضاعفات انخفاض حرارة الجسم أو متلازمة المقصورة.
الأشخاص الذين يتعرضون لدرجات حرارة منخفضة لفترات طويلة، مثل عشاق الرياضات الشتوية والعسكريين والمشردين، هم الأكثر عرضة للخطر. تشمل عوامل الخطر الأخرى شرب الكحول والاضطرابات النفسية وبعض الأدوية والإصابات السابقة بالبرد. يعتمد التشخيص على الأعراض. يمكن تقسيم الخطورة إلى سطحية (الدرجة الأولى والثانية) أو عميقة (الدرجة الثالثة والرابعة).
قد يساعد فحص العظام أو التصوير بالرنين المغناطيسي في تحديد مدى الإصابة.